# John Wright (pianiste)
Pour les articles homonymes, voir John Wright et Wright.
John Wright (né le 7 septembre 1934 à Louisville, dans le Kentucky - mort le 15 décembre 2017 à Chicago) est un pianiste américain de soul jazz.
Bien que natif du Kentucky, Wright est musicalement un enfant de la scène jazz de South Side (quartiers sud de Chicago), où sa famille a déménagé lorsqu'il était enfant,.

## Biographie

### Contexte
« Entre 1910 et 1920, environ 60 000 Noirs sont arrivés dans la ville de Chicago. La plupart d'entre eux s'installent dans le South Side. Ce sont les années des migrations massives de Noirs des champs de coton du Sud vers les villes grises du Nord. Et bien sûr, New York et Chicago accueillent la plupart des réfugiés, comme en témoignent encore Harlem et le South Side ».
« Mais il n'y avait pas que les simples travailleurs qui venaient au Nord pour améliorer leurs conditions de vie : les chanteurs de blues, les joueurs de guitare et presque tous les types de musiciens possibles et imaginables venaient aussi. Pendant ces premières années, Chicago a accueilli des gens comme Blind Lemon Jefferson, Roosevelt Sykes, Big Maceo, Peetie Wheatstraw, Chippie Hill, Mama et Jimmy Yancey, Memphis Slim, qui sont arrivés sur la scène du South Side à peu près au même moment ».
Pour le romancier et critique musical LeRoi Jones, auteur de la notice originale (original liner notes) du LP South Side Blues de 1960 « Chicago et New York sont probablement deux des villes les plus froides du monde », et pas en termes de température. Selon lui, c'est cette froideur qui a amené les pianistes de boogie-woogie et les chanteurs de blues itinérants du début du South Side à laisser en héritage une musique soul « pour repousser toute la froideur, la dureté et l'irréalité indicibles des villes ».
John Wright et son trio sont les héritiers de cette tradition musicale du South Side de Chicago.

### Enfance et formation
John Wright naît le 7 septembre 1934 à Louisville, dans le Kentucky aux États-Unis mais, quand il a deux ans, sa famille déménage  en 1936 à Chicago, dans les quartiers ouest de la ville (West Side), où sa mère évangéliste ouvre une église pentecôtiste,,,. Au début des années 1940, sa famille déménage vers les quartiers sud (South Side).
À l'âge de trois ans, John Wright joue déjà des mélodies au piano, et à sept ans, il joue dans l'église de sa mère,.
Il ne reçoit aucun enseignement musical formel,,. Ses frères et sœurs reçoivent des cours de piano mais leur professeur refuse de donner des leçons à John, disant à la famille qu'ils gaspilleraient leur argent : « Quoi que nous jouions, il joue tout aussi bien", disait le professeur. "Il ne lit pas la musique, il n'utilise pas les bons doigts, mais il a le don de Dieu... il peut jouer tout ce qu'il entend ».

### Engagement dans l'armée
En 1952, Wright s'engage dans l'armée : son unité est envoyée en Corée mais il est envoyé dans la direction opposée, en Allemagne, où il est affecté aux « Special Services », la branche « divertissement » de l'armée américaine, car les autorités pensaient qu'il connaissait tout du jazz,. Il y fréquente des musiciens comme le vibraphoniste Walt Dickerson et le tromboniste Lou Blackburn.

### Carrière
Après sa démobilisation en 1955, John Wright est déterminé à devenir musicien de jazz,.
De retour à Chicago, il joue de la contrebasse et du piano dans les bars et les clubs des quartiers North Side et West Side. Il renonce assez vite à la contrebasse, trop difficile à transporter, et se recentre sur le piano. En 1960, un recruteur d'une compagnie de disques de New York débarque à Chicago et lui propose de venir à New York pour enregistrer et lui donne un billet d'avion et 500 dollars : John Wright se rend donc en août 1960 à New York, où il enregistrera cinq albums pour Prestige Records dans le fameux Van Gelder Recording Studio à Englewood Cliffs,,.
Pour ces albums, il se tourne naturellement vers le style de musique dont il est familier,, la tradition musicale du South Side,,, ce soul jazz que le critique musical Scott Yanow du site AllMusic qualifie de « côté soul du hard bop ».
Son premier album South Side Soul, constitué de compositions (dont plusieurs compositions originales) qui ont toutes un titre qui fait référence à Chicago, est entièrement consacré au blues à 12 mesures (12-bar blues) mais, sur les albums Nice 'n' Tasty et The Last Amen, John Wright élargit son propre répertoire de veine soul avec quelques standards de jazz,,.
Mais Wright se fait renvoyer du label Prestige à cause de son penchant pour le whisky,. Il disparaît des studios jusqu'en 1994, année de sortie de son dernier album, Wright Changes & Choices, mais il ne disparaît pas pour autant de la scène musicale de Chicago où il reste très actif jusqu'en 2009.
John Wright perd la vue en 2004et meurt le 15 décembre 2017 à l'âge de 83 ans.

## Discographie
La musique pour piano de John Wright révèle des influences de Red Garland et Erroll Garner,.

### Albums
- 1960 : South Side Soul (Prestige Records PR 7190)
- 1960 : Nice 'n' Tasty (Prestige PR 7197)
- 1961 : Makin' Out (Prestige PR 7212)
- 1961 : The Last Amen (New Jazz NJ-8322)
- 1962 : Mr. Soul (Prestige PR 7233)
- 1994 : Wright Changes & Choices (Interplay Records NLP9506)

### Compilation
- 2012 : John Wright trio & quartet (Fresh Sound Records FSR-CD 692)